# 고베 신교통
고베 신교통(일본어: 神戸新交通株式会社)는 효고현 고베시에서 2개의 신교통 시스템 노선을 운영하고 있는 고베 시 등이 출자하는 제3 섹터 회사이다.

## 역사
- 1977년 7월 18일 - 설립.
- 1981년 2월 5일 - 포트아일랜드 선(일본어: ポートアイランド線) 개업. 일본 최초의 실용적인 신교통 시스템.
- 1990년 2월 21일 - 롯코 아일랜드 선(일본어: 六甲アイランド線) 개업.
- 2006년 2월 2일 - 포트아일랜드 선이 고베 공항까지 연장 영업.

## 노선
- 포트라이너 (10.8km)
- 롯코 라이너 (4.5km)

## 차량

### 운용 중의 차량
- 2000형 (포트아일랜드 선)
- 1000형 (롯코 아일랜드 선)

### 퇴역의 차량
- 8000형 (포트아일랜드 선)

## 같이 보기
- 지하철 목록